# Sinfonia D 615 (Schubert)
La Sinfonia in re maggiore, D.615 di Franz Schubert è un'opera incompiuta che sopravvive in un abbozzo incompleto di quattro pagine, 259 battute, scritto per solo pianoforte. È una delle sei sinfonie incompiute di Schubert. Fu iniziato nel maggio 1818, con gli schizzi iniziali realizzati per le sezioni di apertura del primo movimento ed il finale. Abbandonò questa sinfonia dopo questa fase iniziale di lavoro e non vi ritornò mai più, probabilmente a causa dell'insoddisfazione, sebbene Schubert sia vissuto per altri dieci anni. Il direttore e compositore, nonché massimo esperto di Schubert, Brian Newbould ha realizzato una versione eseguibile dei frammenti, ma non ne è stato ancora tentato un completamento completo.

## Storia

### Composizione
Questo abbozzo è il primo di una serie di quattro sinfonie incompiute - D 615, D 708A, D 729 (la settima) e D 759 (l'ottava), che sono pietre miliari nello sviluppo sinfonico di Schubert tra la sesta e la nona sinfonia. Queste quattro sinfonie sono in diversi stati di completamento: la D 615 ha schizzi incompleti di soli due movimenti (l'allegro e il finale), la D 708A ha schizzi incompleti di tutti e quattro i movimenti, la D 729 è strutturalmente completa ma non era completamente orchestrata e la D 759 ha i primi due movimenti completi e orchestrati e un terzo movimento in uno schizzo per pianoforte incompleto. In precedenza la sua quarta sinfonia aveva subito l'influenza di Beethoven (anche se ricorda più il precedente movimento dello Sturm und Drang), la sua quinta ha un'influenza mozartiana e la sua sesta un'influenza rossiniana: Schubert aveva ascoltato la musica di Rossini prima di scrivere la sua sesta sinfonia e ne era stato estremamente colpito, incorporando in seguito aspetti dello stile di Rossini nella sua musica.
Dopo aver scritto la sesta sinfonia, Schubert ebbe una crisi nella sua produzione sinfonica, poiché non era sicuro che avrebbe dovuto continuare il percorso che stava percorrendo nella sesta sinfonia, sotto l'influenza da Rossini. Vi è così una certa influenza beethoveniana, che persisterebbe per tutta la sua produzione sinfonica, ma Schubert presto creò il suo stile esplorando nuovi territori. Stava inoltre ancora imparando a padroneggiare la scrittura strumentale, nonostante lo avesse fatto per lavori vocali qualche anno prima. La sua padronanza della scrittura di lied fu aiutata dal fatto che le parole davano suggerimenti sulla struttura che avrebbe usato, un aiuto che non poteva arrivare nella scrittura strumentale. Lo si può vedere dal fatto che Schubert aveva scritto le sue prime sei sinfonie direttamente nella partitura orchestrale completa, senza averle prima abbozzate sul piano, ma la D 615 e la D 708A sono sopravvissute solo come schizzi nello spartito per piano. Tornò a scrivere direttamente nella partitura orchestrale per la settima sinfonia, anche se esistono schizzi per pianoforte per l'ottava. Queste quattro sinfonie incompiute mostrano così come Schubert era, come affermava in una lettera della metà del 1820, preoccupato di "pianificare un percorso per [scrivere] una grande sinfonia [progetti che avrebbe realizzato nella nona sinfonia]", con i suoi quartetti per archi, ottetti e queste sinfonie incompiute come passaggi intermedi per questo futuro piano. Il numero insolitamente elevato di sinfonie incompiute sulla strada per la nona dalla sesta mostra quanto fosse preoccupato di scrivere questa grande sinfonia e quanto fosse importante questo piano per lui.

### Scoperta
A metà del XX secolo, il Dr. Ernst Hilmar scoprì in una biblioteca di Vienna (la Wienbibliothek im Rathaus) un foglio contenente opere di Schubert, intitolato "Sinfonie" e datato maggio 1818. Conteneva schizzi per nove movimenti, tutti in re chiavi maggiore o correlate. Nel 1951 Otto Erich Deutsch assunse nella prima edizione del suo catalogo di opere di Schubert che tutto il materiale era per una sinfonia, che etichettò con D 615. Tuttavia, l'evidenza stilistica mostra che il materiale non poteva essere tutto per una sinfonia, nonostante il fatto che c'era semplicemente troppo materiale per servire per una sinfonia. In effetti il foglio era etichettato "Zwei Symphonien in D" ("Due sinfonie in re"), indicando che un bibliotecario aveva precedentemente pensato in modo simile intorno al 1900. Un'analisi del 1978 delle filigrane e della calligrafia dimostrò che c'erano davvero tre sinfonie presenti: queste erano la D 615 (2 movimenti, scritti nel 1818), la D 708A (4 movimenti, scritti nel 1821) e D 936A (3 movimenti, scritti nel 1828, comunemente chiamati decima sinfonia di Schubert). Questi numeri di Deutsch separati furono usati nella seconda edizione del catalogo Deutsch del 1978.
Poiché gli schizzi della D 615 erano molto più frammentari di quelli della D 936A, Brian Newbould non tentò di completare la D 615 quando negli anni '90 lavorò al completamento della settima, ottava e decima sinfonia di Schubert, sebbene orchestrasse i frammenti esistenti. Inoltre, essendo ancora più frammentaria della D 708A, rimase incompleta quando Newbould completò la sinfonia D 708A nel 2012 per incarico commissione di BBC Radio 3.

## Movimenti
- Sinfonia D 615 in re maggiore Schubert/Newbould

1. Adagio, 4⁄4 — Allegro moderato, allabreve
2. Allegretto, 2⁄4

## Materiale musicale esistente
Gli schizzi sono scritti su due pentagrammi, con la voce principale e le armonie che vanno dal completo al parzialmente indicato. Il manoscritto contiene cinque indicazioni strumentali, a conferma che l'orchestra prevista aveva dimensioni simili alla sesta sinfonia, senza tromboni (che sarebbero diventati parte dell'orchestra schubertiana solo nella settima e successiva sinfonia). Conforme a questa sinfonia, ancora saldamente nello stile classico, questa orchestra era la stessa di quella impiegata nelle sinfonie dei maestri viennesi Haydn, Mozart e le prime due sinfonie di Ludwig van Beethoven. Gli schizzi ammontano a circa 7 minuti di musica. I movimenti centrali probabilmente non sono mai stati scritti, poiché lo schizzo per il finale inizia nella stessa pagina della fine dello schizzo per il movimento di apertura.

### Primo movimento
Audio playback is not supported in your browser. You can download the audio file.
Inizio della introduzione lenta
Audio playback is not supported in your browser. You can download the audio file.
Primo tema
Come la maggior parte delle prime sinfonie di Schubert, questa sinfonia si apre con una introduzione lenta, che viene lanciata nella chiave di re minore. Il suo inizio ricorda in qualche modo la lenta introduzione alla sinfonia 104 di Haydn, ma si sposta rapidamente in un territorio armonicamente più remoto, arrivando fino alla chiave relativa del  tritono di la bem. magg.. Questo si trasforma in un convenzionale movimento in forma-sonata in re maggiore, con una transizione che fa un uso pesante di terzine con il secondo tema nella chiave dominante di la maggiore, ma lo schizzo termina alla fine dell'esposizione. Verso la fine dell'esposizione, le cadenze in do maggiore si alternano a quelle in la magg. Brian Newbould vede una perdita di qualità durante l'esposizione, affermando che "nonostante alcune idee promettenti esse lo abbandonano prima che Schubert riposi la penna".

### Secondo movimento
Audio playback is not supported in your browser. You can download the audio file.
Tema rondò
Sebbene Maurice J. E. Brown considerasse questo un movimento lento, Newbould lo interpreta quasi certamente come un finale, perché è nella chiave tonica della sinfonia. È in forma di rondò, il primo dei finali sinfonici di Schubert ad essere in questa forma, ma si interrompe durante la seconda affermazione del tema. Newbould commenta che "il finale non è meno attraente [rispetto al primo movimento], ma forse Schubert alla fine non ha considerato la sua bellezza e tendenza a una libera costruzione balletica come la strada giusta da seguire per un sinfonista maturo".